# Gassama (Cameroun)
Pour les articles homonymes, voir Gassama.
Gassama est une localité du Cameroun située dans le département du Logone-et-Chari et la Région de l'Extrême-Nord, au sud du lac Tchad, à la frontière avec le Tchad. Elle fait partie de la commune de Logone-Birni et du canton de Kalakafra. 

## Population
Lors du recensement de 2005, on y a dénombré 168 personnes.